# ديكي بون
ديكي بون هو لاعب هوكي جليد كندي، ولد في 10 يناير 1878 في بيلفي في كندا، وتوفي في 3 مايو 1961 في أترمون في كندا.

## وصلات خارجية
- ديكي بون على موقع EliteProspects.com (الإنجليزية)
- ديكي بون على موقع HockeyDB.com (الإنجليزية)
- ديكي بون على موقع Hockey-Reference.com (الإنجليزية)